# 大颈龙胆
大颈龙胆（学名：Gentiana macrauchena）是龙胆科龙胆属的植物，为中国的特有植物。分布于中国大陆的西藏、云南、四川等地，生长于海拔3,000米至4,600米的地区，一般生于路旁、灌丛中、山坡或林缘，目前尚未由人工引种栽培。